# Jose Pulickal
Jose Pulickal (* 3. März 1964 in Inchiyani, Indien) ist ein indischer syro-malabarischer Geistlicher und Bischof von Kanjirapally.

## Leben
Jose Pulickal empfing am 1. Januar 1991 durch Bischof Mathew Vattackuzhy das Sakrament der Priesterweihe für das Bistum Kanjirapally.
Papst Franziskus ernannte ihn am 12. Januar 2016 zum Titularbischof von Lares und Weihbischof in Kanjirapally. Die Bischofsweihe spendete ihm der Erzbischof von Changanacherry, Joseph Perumthottam, am 4. Februar des folgenden Jahres; Mitkonsekratoren waren der Apostolische Nuntius in Indien, Erzbischof Salvatore Pennacchio, und der Bischof von Kanjirapally, Mathew Arackal.
Die Synode der Bischöfe der syro-malabarischen Kirche wählte ihn zum Bischof von Kanjirapally. Diese Wahl bestätigte Papst Franziskus am 15. Januar 2020. Die Amtseinführung erfolgte am 3. Februar desselben Jahres.